# Geestnederzetting
Een geestnederzetting is de aanduiding voor een historisch nederzettingtype in de Hollandse kuststreek. Geestnederzettingen zijn vanaf de vierde en de zevende eeuw ontstaan op de strandwallen langs de Hollandse kust. Het bos op de strandwal werd open gekapt of platgebrand, waarna het gebied kon worden bewoond. Het begrip geest verwijst tevens naar de geestgronden tussen de strandwallen; een mengsel van veen, door overstromingen afgezette zeeklei en vanaf de strandwallen verstoven zand dat is ontstaan uit laatmiddeleeuwse akkercomplexen.
Bekende geestnederzettingen zijn Haarlem, Heiloo en Oegstgeest.
Het toponiem -geest komt sinds de 9e eeuw voor in Holland en Westfalen, vanaf de 12e eeuw ook elders in Noord-Duitsland, in Oost-Nederland, en in de Zuidelijke Nederlanden, daarna ook in Denemarken. Daarmee werd gewoonlijk een zanderige en relatief onvruchtbare verhoging in een polder- of rivierlandschap aangeduid.